# Freddy Wexler
Freddy Wexler er en pop-sanger/sangskriver fra USA.